# Élection présidentielle costaricienne de 2002
L'Élection présidentielle costaricienne de 2002 a eu lieu le 3 février 2002, le même jour que les élections législatives. Abel Pacheco, du Parti unité sociale-chrétienne, remporte l'élection au second tour.

## Résultats
| Candidats                | Candidats                | Partis                                    | Premier tour | Premier tour | Second tour | Second tour |
| Candidats                | Candidats                | Partis                                    | Voix         | %            | Voix        | %           |
| ------------------------ | ------------------------ | ----------------------------------------- | ------------ | ------------ | ----------- | ----------- |
|                          | Abel Pacheco             | Parti unité sociale-chrétienne (PUSC)     | 590 277      | 38,58        | 776 278     | 57,95       |
|                          | Rolando Araya Monge      | Parti de la libération nationale (PLN)    | 475 030      | 31,05        | 563 202     | 42,05       |
|                          | Ottón Solís Fallas       | Parti d'action citoyenne (PAC)            | 400 681      | 26,19        |             |             |
|                          | Otto Guevara             | Mouvement libertarien (PML)               | 35 815       | 1,69         |             |             |
|                          | Justo Orozco Álvarez     | Parti du renouveau costaricien (PRC)      | 16 404       | 1,07         |             |             |
|                          | Walter Muñoz Céspedes    | Parti de l'intégration nationale (PIN)    | 6 235        | 0,41         |             |             |
|                          | Vladimir De la Cruz      | Force démocratique (FD)                   | 4 121        | 0,27         |             |             |
|                          | Walter Coto Molina       | Coalition changement 2000 (CC2000)        | 3 970        | 0,26         |             |             |
|                          | Rolando Angulo Zeledón   | Parti Union générale (PUG)                | 2 655        | 0,17         |             |             |
|                          | Daniel Reynolds Vargas   | Parti national patriotique (PPN)          | 1 680        | 0,11         |             |             |
|                          | Marvin Calvo Montoya     | Alliance chrétienne nationale (ANC)       | 1 271        | 0,08         |             |             |
|                          | José Hine Garcia         | Parti du sauvetage national (PRN)         | 905          | 0,06         |             |             |
|                          | Pablo Galo Angulo        | Parti des travailleurs indépendants (PIO) | 801          | 0,05         |             |             |
|                          |                          |                                           |              |              |             |             |
| Suffrages exprimés       | Suffrages exprimés       | Suffrages exprimés                        | 1 529 845    | 97,48        | 1 339 480   | 97,56       |
| Votes blancs             | Votes blancs             | Votes blancs                              | 7 241        | 0,46         | 6 006       | 0,44        |
| Votes nuls               | Votes nuls               | Votes nuls                                | 32 332       | 2,06         | 27 457      | 2,00        |
| Total                    | Total                    | Total                                     | 1 569 418    | 100          | 1 372 943   | 100         |
| Abstention               | Abstention               | Abstention                                | 710 433      | 31,16        | 906 908     | 39,78       |
| Inscrits / participation | Inscrits / participation | Inscrits / participation                  | 2 279 851    | 68,84        | 2 279 851   | 60,22       |